# Dã tràng
Dã tràng hay còng trong tiếng Việt là tên gọi chung để chỉ một vài nhóm cua biển nhỏ trong bộ Giáp xác mười chân (Decapoda) với tập tính vê cát thành từng viên nhỏ để tìm kiếm thức ăn khi thủy triều xuống. Chúng thuộc về các chi Mictyris (họ Mictyridae), Dotilla và Scopimera (họ Dotillidae) đều thuộc liên họ Cáy còng (Ocypodoidea).

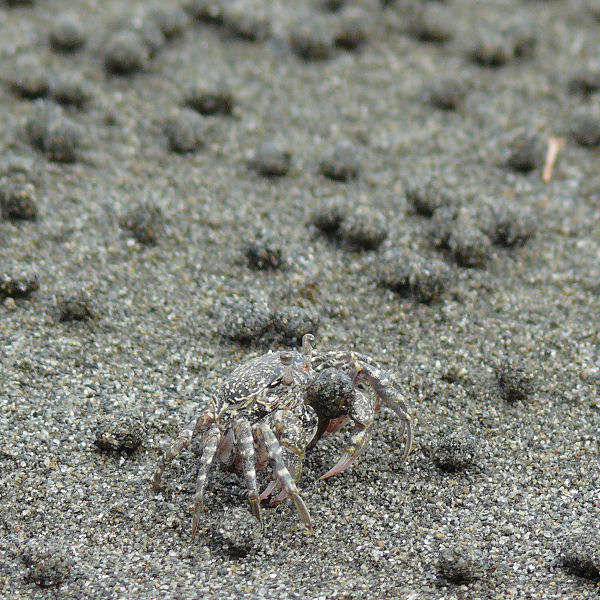
Scopimera globosa

Các loài trong chi Mictyris thường tụ tập thành bầy hàng ngàn con trên các bãi biển lầy lội để kiếm ăn khi thủy triều xuống. Khi bị đe dọa hay thủy triều lên thì chúng ẩn nấp trong các hang hình xoắn ốc dưới lớp cát. Các loài trong chi Scopimera sau khi tìm kiếm thức ăn từ các hạt cát thì sẽ hất các viên cát này về phía sau các chân của chúng. Chúng không có hành vi lẩn trốn khi bị đe dọa. Chi Dotilla được tách ra từ chi Scopimera. Các loài của các chi này sinh sống trong khu vực ven bờ biển thuộc Ấn Độ Dương và miền tây Thái Bình Dương.

## Trong văn học
Trong văn học dân gian Việt Nam có một truyện cổ tích kể về sự tích con dã tràng. Có một vài phiên bản khác nhau, tuy nhiên nội dung của chúng đều để giải thích cho hiện tượng dã tràng vê các viên cát nhỏ. Trong một phiên bản người ta kể rằng một người đàn ông có tên là Dã Tràng "xe cát" để lấp biển nhằm đòi lại viên ngọc quý có thể nghe hiểu tiếng nói của các loài động vật, do một con rắn hổ mang cho để trả ơn cứu mạng, mà Đông Hải Long Vương đã lập mưu để lấy trộm. Công việc không thể hoàn thành, Dã Tràng sau khi chết đã hóa thành con dã tràng (hay con còng còng) và vẫn tiếp tục xe cát để lấp biển. Vì vậy dân gian Việt Nam có câu:
Dã tràng xe cát Biển Đông
Nhọc nhằn mà chẳng nên công cán gì